# Staurogyne alba
Staurogyne alba, biljna vrsta iz porodice primogovki. To je trajnica iz južnobrazilskih država Paraná i Santa Catarina. Opisana je tek 2006 godine u Revista Brasileira de Botânica.  Primjerke ove vrste sakupili su J.Cordeiro & J.M.Silva. 